# Narodowy Uniwersytet w Córdobie
Narodowy Uniwersytet w Córdobie (hiszp. Universidad Nacional de Córdoba UNC) – argentyński uniwersytet w Córdobie. Jest to najstarszy uniwersytet w kraju.

## Historia
Narodowy Uniwersytet w Córdobie został założony 19 czerwca 1613 przez Towarzystwo Jezusowe na podstawie istniejącej od XVII wieku jezuickiego kolegium. 8 sierpnia 1621 r. papież Grzegorz XV nadał szkole uprawnienia do nadawania stopni naukowych. Jezuici byli za uniwersytecie do 1767 roku, kiedy to zostali wygnani z rozkazu króla Karola III. 1791 roku powstał Wydział Prawa i Nauk Społecznych, przez co Uniwersytet przestał być uczelnią wyłącznie teologiczną. W 1800 nastąpiła zmiana nazwy na Universidad de San Carlos y de Nuestra Señora de Monserrat.

## Wydziały
- Wydział Architektury, Planowania i Projektowania,
- Wydział Sztuki,
- Wydział Nauk Rolniczych,
- Wydział Ekonomii,
- Wydział Nauk Fizycznych i Naturalnych,
- Szkoła Medyczna,
- Szkoła Chemii,
- Wydział Prawa i Nauk Społecznych,
- Wydział Humanistyczny,
- Wydział Filologiczny,
- Wydział Matematyki, Fizyki i Astronomii,
- Wydział Stomatologii,
- Wydział Psychologii.